# جیلوان گومز
جیلوان گومز (به پرتغالی: Gilvan Gomes Vieira) هافبک اهل برزیل است که در شهر Pinheiros، سائوپائولو و در تاریخ ۹ آوریل ۱۹۸۴ به دنیا آمده‌است.
جیلوان گومز در تیم‌های فوتبال URT—سابقهٔ حضور دارد.